# ギュンター・パンケ

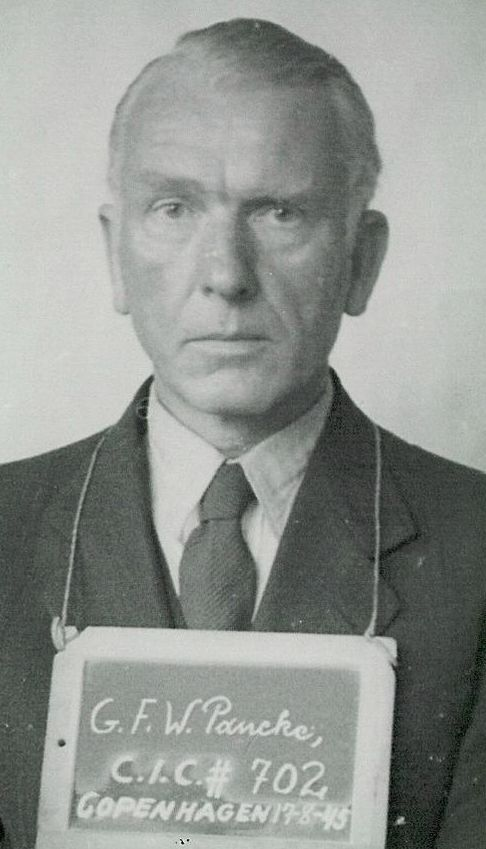
Günther Pancke, 1945

ギュンター・パンケ（Günther Pancke、1899年5月1日 - 1973年8月17日）は、ナチス・ドイツの親衛隊(SS)の将軍。最終階級は親衛隊大将、武装親衛隊大将および警察大将。
親衛隊人種及び移住本部(RuSHA)の長官を務めた人物の一人。第二次世界大戦中にはドイツ軍が占領したデンマークの親衛隊及び警察高級指導者を務めた。

## 略歴
ドイツ帝国プロイセン王国西プロイセンのグネーゼン（現在のポーランド領グニェズノ）に陸軍大尉の息子として生まれた。1910年に士官学校に入学し、1917年に卒業した。1918年6月に中尉に任官して第一次世界大戦に従軍した。終戦までに二級鉄十字章と戦傷章黒章を受章した。終戦後には東プロイセンの国境警備にあたっていたが、1920年には軍務を去った。
その後、スペインや南アメリカに移住してそこの農場で働きながら生活していたが、1927年にはドイツへ帰国した。1931年までキールの技術物理研究所で勤務した。
1930年8月1日にナチ党へ入党（党員番号282.737）。1931年6月1日には親衛隊に入隊した（隊員番号10.110）。1932年半ばまでクラインゼンの親衛隊学校の校長に就任。その後、一般親衛隊の部隊や親衛隊地区の指揮官を歴任した。1935年5月には少尉階級で陸軍に戻り、偵察隊の訓練を受けた。1935年3月から1936年7月初めまで親衛隊上級地区「北」（本部シュテッティン）と親衛隊上級地区「北西」（本部ハンブルク）の参謀長を務めた。
1938年9月にリヒャルト・ヴァルター・ダレに代わって親衛隊人種及び移住本部(RuSHA)の長官に就任し、1940年7月まで在職した。1940年7月から1943年9月まで「中央」親衛隊及び警察高級指導者と親衛隊上級地区「中央」指導者（本部ブラウンシュヴァイク）に就任した。さらに1943年10月からドイツの敗戦までデンマークの親衛隊及び警察高級指導者に就任した。
戦後、デンマークで裁判にかけられ、懲役20年の判決を受けた。8年間収容された後、1953年に釈放され、西ドイツへ帰国した。1973年にハンブルクで死去。

## 階級
- 1933年1月30日、親衛隊大尉
- 1933年6月12日、親衛隊少佐
- 1933年9月3日、親衛隊中佐
- 1933年12月15日、親衛隊大佐
- 1936年9月13日、親衛隊少将
- 1938年9月1日、親衛隊中将
- 1944年4月20日、親衛隊大将及び警察大将
- 1945年3月21日、武装親衛隊大将